# 平穏町
平穏町（ひらおまち）は長野県下高井郡にあった町。現在の山ノ内町大字平穏にあたる。
本項では町制前の名称である平穏村（ひらおむら）についても述べる。

## 地理
- 山：五輪山、竜王山、焼額山、又七山、笠法師山、烏帽子岳、裏岩菅山、岩菅山、高沢山、大高山、ダン沢ノ頭、赤石山、志賀山、鉢山、横手山、笠ヶ岳、坊寺山
- 河川：夜間瀬川、角間川、横湯川、雑魚川、魚野川

## 歴史
- 1876年（明治9年）5月 - 近世以来の高井郡上条村・湯田中村・沓野村が合併して平穏村となる。
- 1879年（明治12年）1月4日 - 平穏村の所属郡が下高井郡に変更。
- 1889年（明治22年）4月1日 - 町村制の施行により、平穏村が単独で自治体を形成。
- 1954年（昭和29年）4月1日 - 平穏村が町制施行して平穏町となる。
- 1955年（昭和30年）4月1日 - 穂波村・夜間瀬村と合併して山ノ内町が発足。同日平穏町廃止。

## 交通

### 鉄道路線
- 長野電鉄
  - 山の内線（現・長野線）
    - 上条駅 - 湯田中駅

## 名所・旧跡・観光スポット・祭事・催事
- 志賀高原
- 熊の湯温泉
- 発哺温泉
- 湯田中渋温泉郷
  - 安代温泉
  - 上林温泉
  - 沓野温泉
  - 地獄谷温泉
  - 渋温泉
  - 新湯田中温泉
  - 星川温泉
  - 湯田中温泉